# بیتساو
بیتساو (به آلمانی: Bizau) یک منطقهٔ مسکونی در اتریش است که در ناحیه برگنتس واقع شده‌است. بیتساو ۲۱٫۰۸ کیلومتر مربع مساحت دارد ۶۸۱ متر بالاتر از سطح دریا واقع شده‌است.